# Croix-Rouge suisse
Pour les articles homonymes, voir Croix-Rouge et CRS.
 (octobre 2016).
La Croix-Rouge suisse (CRS) (ou Schweizerisches Rotes Kreuz (SRK) en allemand, ou Croce Rossa Svizzera (CRS) en italien) est une des sociétés nationales du Mouvement international de la Croix-Rouge et du Croissant-Rouge.

## Historique

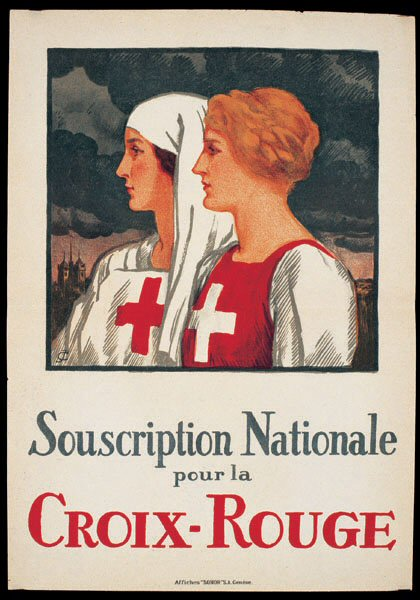

La Croix-Rouge suisse est fondée le 17 juillet 1866 à Berne sous le nom d'Association de secours aux militaires suisses et à leurs familles à l’initiative du Comité international de la Croix-Rouge et sous l'impulsion du conseiller fédéral Jakob Dubs et du général Guillaume-Henri Dufour. Elle aura comme but essentiel de « concourir au service de santé de l'Armée suisse et à la protection des familles privées de leur soutien par l’appel sous les drapeaux ».

### Guerre franco-allemande
Bien que la Croix-Rouge Suisse soit nouvellement créée, elle œuvra intensément durant la guerre franco-allemande de 1870-1871. Le 6 août 1870, au début du conflit qui oppose Empire français et États allemands coalisés sous l'égide de la Prusse, l'association convoque une assemblée générale à Berne. Gottlieb Heinrich Schnyder, nommé commissaire fédéral auprès de l'association, discourt sur la nécessité d'aider les soldats ; il souligne qu'à l'avenir, le nombre de soldats malades sera probablement plus important que le nombre de soldats blessés. Ainsi les risques d'épidémies sont pris en compte dans les actions qui seront menées par la Croix-Rouge. À cette issue, un programme en trois points est adopté, à savoir coopération avec le service sanitaire de l'armée suisse, aide aux familles des militaires et assistance des blessés des forces belligérantes, ce dans les limites des forces de l'association nouvellement fondée. Des collectes sont organisées et un grand élan de solidarité se met en place auprès de la population suisse et au niveau international, grâce aux sociétés de la Croix-Rouge locales. Des ambulances sont ainsi mises en place pour soigner les blessés des deux camps. Un don de 40 000 francs est fait aux Sociétés nationales française et allemande et 4 000 femmes et enfants, fuyant les bombardements de Strasbourg, sont accueillis. Cet élan de solidarité marque une étape décisive dans l'histoire de la Croix-Rouge, car de nombreuses sociétés locales s'engagent fermement et intensément dans l'aide aux soldats blessés ou malades ainsi qu'auprès des civils. La force de l'unité de la Croix-Rouge démontre la valeur de l'effort commun et de la collaboration entre associations locales.

## Organisation

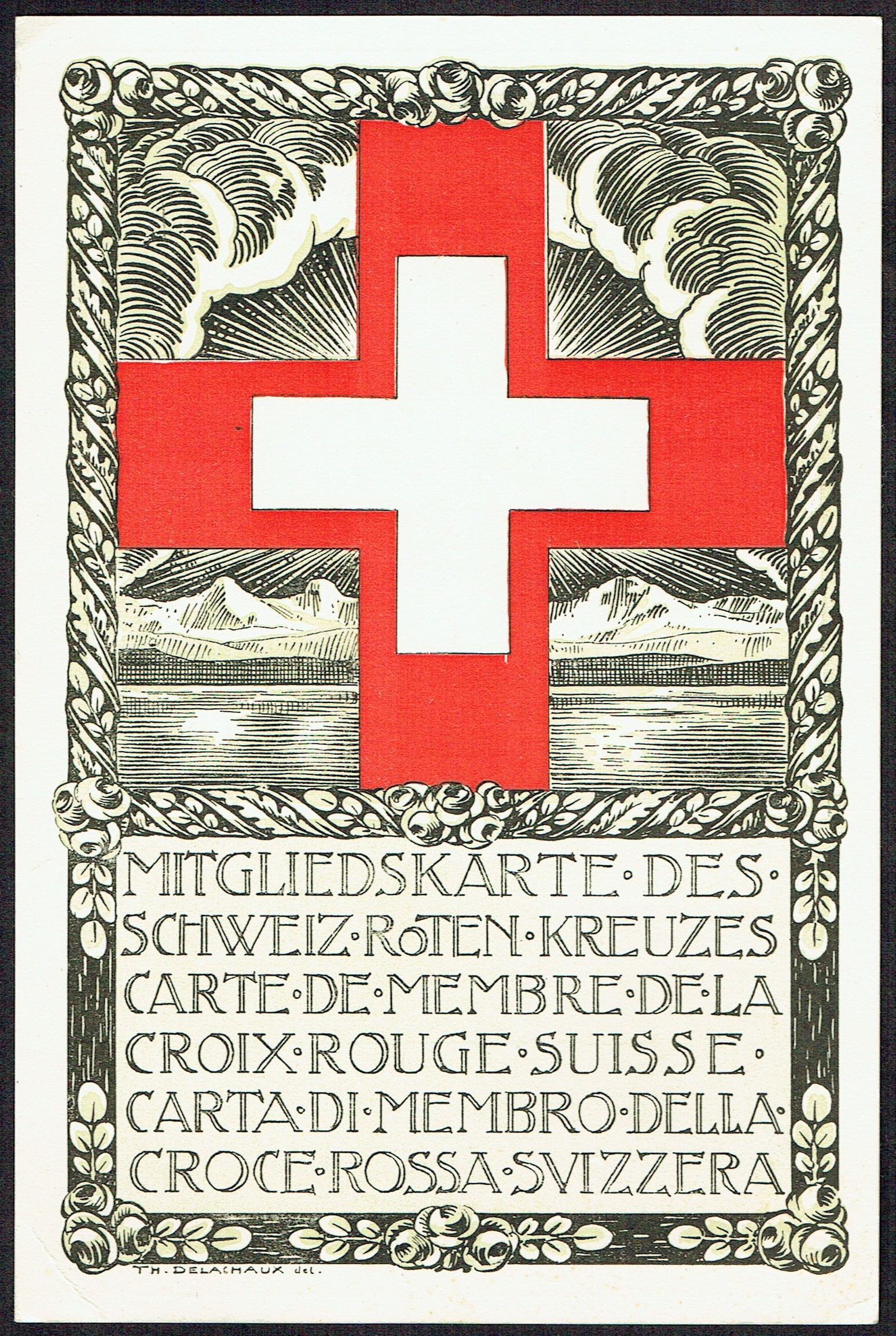
Recto d'une carte de membre de la Croix-Rouge suisse de 1921

Juridiquement, la Croix-Rouge suisse (CRS) est une association de droit privé. Elle est donc régie par les articles 60 et suivants du Code Civil suisse, ainsi que par ses propres statuts. La loi suisse reconnaît l’existence de la CRS. Bien qu’indépendante, la Croix-Rouge suisse a des relations étroites avec l’État suisse. Ces relations sont définies dans les statuts de l’association, ainsi que dans la loi suisse.
La Croix-Rouge suisse fonctionne comme une association faîtière (terme de Suisse romande qui définit une association nationale regroupant les associations locales ayant le même but). Une personne physique, en principe, ne peut pas faire partie en tant que telle de la CRS. Seules des organisations (personnes morales) sont membres de la Croix-Rouge suisse. Il existe cependant des exceptions, puisque la CRS peut nommer des membres d’honneur. Il s’agit de personnes qui ont rendu des services exceptionnels à la Croix-Rouge suisse. Les membres de la Croix-Rouge suisse sont définis avec précision dans les statuts. Ils se répartissent en deux catégories : d’une part, les vingt-quatre sections cantonales de la CRS ; d’autre part, les quatre organisations de sauvetage affiliées à la Croix-Rouge suisse.

### Organisations de sauvetage membres de la Croix-Rouge suisse
Samaritains Suisse (SamCH)
Les samaritains sont des secouristes bénévoles. Ils sont organisés en sections locales, regroupées en 24 associations cantonales, elle-même membres de l’Alliance suisse des Samaritains. Les samaritains organisent des cours publics de secourisme, ils assument le service sanitaire lors de manifestations, organisent des séances locales de prise de sang, etc. Cette association existe depuis 1888.
La Société Suisse de Sauvetage (SSS)
Cette association a pour but la prévention des accidents et le sauvetage en milieu aquatique. Elle donne des cours de premiers secours (BLS-AED), des cours de sauvetage en piscine ainsi que des cours de sauvetage en eaux libres, rivières et lacs. Elle assure aussi un service de sécurité lors de certaines manifestations aquatiques tel que des triathlons. La SSS est membre de la Croix-Rouge suisse depuis 1982. La Société Suisse de Sauvetage est elle-même composée de sections locales autonomes. Certaines sections sont dotées d’un ou plusieurs bateaux et effectuent des missions de surveillance et de sauvetage sur les plans d’eau suisses.
La Société suisse pour chiens de recherche et de sauvetage (REDOG)
REDOG forme des équipes de recherches composées d’un chien et d’un maître-chien. Ces équipes sont joignables 24 heures sur 24 et participent à des missions de recherches de personnes disparues. En Suisse, REDOG intervient principalement en montagne, en collaboration avec la REGA et le Secours Alpin Suisse (SAS). La Société suisse pour chiens de recherche et de sauvetage peut aussi être amenée à intervenir à l’étranger, principalement pour des recherches après un séisme.
La Société Suisse des Troupes Sanitaires (SSTS)
La SSTS organise des cours de perfectionnement en dehors du service pour les membres du Service sanitaire de l’armée suisse. Elle donne aussi des cours de premiers secours ouverts au public et organise des camps de formation et de vacances pour les jeunes. Enfin, elle assure le service sanitaire lors de manifestations.
Il faut noter que REDOG, la REGA et la Croix-Rouge suisse font partie de la Chaîne suisse de sauvetage, un organisme de sauvetage et d’aide aux victimes en cas de séisme à l’étranger. La Chaîne suisse de sauvetage dépend de la Direction du Développement et de la Coopération (DDC) du Département Fédéral des Affaires étrangères (DFAE, le ministère suisse des affaires étrangères).

### Institutions de la Croix-Rouge suisse
Il existe des institutions juridiquement indépendantes de la CRS, soumises à la surveillance du Conseil de la Croix-Rouge suisse. Elles accomplissent des missions humanitaires spécifiques, dans le cadre des principes généraux et des buts de la CRS. Il peut s’agir de fondations ou de sociétés anonymes. Le Conseil de la CRS élit les membres de chaque organe directeur.
Don du sang
Transfusion sanguine CRS Suisse SA est une société anonyme de droit suisse, d’utilité publique, rattachée à la Croix-Rouge suisse, qui détient la majorité de ses actions. Elle est mandatée par la Confédération suisse pour approvisionner les hôpitaux en produits sanguins, en collaboration avec les services régionaux de transfusion sanguine.
Fondation humanitaire CRS
Cette fondation d’utilité publique créée par la CRS est basée à Berne. Les revenus directs nets de son capital servent à financer des projets de la Croix-Rouge suisse.

### Organes de la Croix-Rouge suisse

#### Assemblée
Comme dans toute association de droit suisse, l’assemblée est l’organe suprême de la Croix-Rouge suisse. Tous les membres de la CRS sont représentés à l’assemblée. Cependant, comme les membres sont des personnes morales, ils sont représentés par des délégués. Il y a 97 délégués, dont 64 provenant des sections cantonales et 33 des organisations de sauvetage. Les statuts fixent le nombre exact de délégués par organisation membre. L’assemblée a pour principales compétences d’élire le président et le Conseil, d’approuver les comptes, de modifier les statuts et d’admettre d’éventuels nouveaux membres.

#### Conseil
Le Conseil de la Croix-Rouge suisse est l’organe directeur. Il est composé d’un président, de deux vice-président et de six autres membres au maximum.
Le Conseil représente la CRS auprès du public, des autorités et des organisations internationales. Il nomme le directeur et supervise ses activités.
Les membres du Conseil sont bénévoles.

#### Présidence
- Thomas Zeltner (2023-)[5]
- Barbara Schmid-Federer (2022-2023[6])
- Thomas Heiniger (2019-2021)
- Annemarie Huber-Hotz (2011-2019)
- René Rhinow (2001-2011)
- Franz Muheim (1996–2001)
- Karl Kennel (1988–1996)
- Kurt Bolliger (1982–1988)
- Hans Haug (1968–1982)
- Ambrosius von Albertini (1954–1968)
- Johannes von Muralt (1938–1946)
- Karl Bohny (1918–1928)
- Isaak Iselin-Sarasin (1910–1918)
- Hans Konrad Pestalozzi (1908–1909)
- Edmund von Steiger (1905–1908)
- Karl Schenk (1873–1882)
- Jakob Dubs (1866–1872)

#### Siège et directeur
Le siège de la CRS se trouve à Berne. Le directeur est nommé par le Conseil.[réf. souhaitée]

#### Conférence nationale des associations cantonales de la Croix-Rouge
Les 64 délégués des sections cantonales se réunissent régulièrement afin de coordonner leur action. Ce modus operandi respecte la tradition fédéraliste de la Suisse.

#### Sections cantonales
Les cantons suivants ont une association cantonale de la Croix-Rouge :
- Argovie[7]
- Appenzell 
Rhodes Extérieures/
Rhodes Intérieures[8]
- Bâle-Campagne[9]
- Bâle-Ville[10]
- Berne[11]
- Fribourg[12]
- Genève
- Glaris
- Grisons
- Jura
- Lucerne
- Neuchâtel
- Nidwald
- Obwald
- Schaffhouse
- Schwytz
- Soleure
- Saint-Gall
- Tessin
- Thurgovie
- Uri
- Vaud[13]
- Valais
- Zug
- Zurich

## Service Croix-Rouge
Le Service Croix-Rouge (SCR) est une organisation de la Croix-Rouge suisse. Il s’agit de femmes, qui ont dans le civil un emploi ou une formation dans le domaine médical ou paramédical (médecins, infirmières, pharmaciennes, ambulancières, etc.) et qui effectuent un service militaire dans leur domaine de compétence. Généralement, elles effectuent leur service dans des hôpitaux civils ou militaires. La Croix-Rouge suisse travaille avec l’armée suisse pour recruter et former les volontaires du SCR. L’effectif du SCR, entièrement féminin, est d’environ 250 personnes. Juridiquement, elles ne font pas partie du personnel militaire à proprement parler, mais elles sont « attribuées » à l’armée. Elles ont cependant presque toutes les caractéristiques des soldats : elles portent l’uniforme, elles utilisent les grades de l’armée, elles sont soumises à la discipline militaire et elles reçoivent une solde et une allocation pour perte de gains (APG) comme tous les soldats. En revanche, elles ne sont pas tenues de porter une arme, mais elles peuvent en faire la demande. Dans ce cas, elles seront équipées d’un pistolet et formées bien sûr à son maniement, mais elles ne sont pas obligées d’effectuer les tirs obligatoires annuels auxquels sont soumis les soldats suisses.